# مزرعه ترول
یک مزرعه ترول یا کارخانه ترول (انگلیسی: Troll farm) گروهی سازمان‌یافته از ترول اینترنتی است که با هدف تأثیرگذاری بر دیدگاه‌های سیاسی و روند تصمیم‌گیری فعالیت می‌کند.
گزارش خانه آزادی نشان می‌دهد که ۳۰ دولت در سراسر جهان (از میان ۶۵ کشوری که در این مطالعه بررسی شده‌اند) برای تأمین مالی لشکرهای مجازی با هدف انتشار تبلیغات حکومتی و حمله به منتقدان هزینه کرده‌اند. بر اساس این گزارش، این دولت‌ها از مفسران پولی، ترول‌ها و ربات‌ها برای آزار روزنامه‌نگاران و تضعیف اعتماد عمومی به رسانه‌ها استفاده کرده‌اند. همچنین تلاش‌هایی برای تأثیرگذاری بر انتخابات در ۱۸ کشور از این فهرست صورت گرفته است.

## دولت‌ها

### برزیل
گمانه‌زنی‌های گسترده‌ای وجود دارد که ژائیر بولسونارو، رئیس‌جمهور سابق برزیل، و خانواده‌اش مزرعه‌های ترول را برای ترویج حمایت از سیاست‌های دولت او و حمله و آزار رقبا از طریق اینترنت ایجاد کرده‌اند. این حساب‌های جعلی و بات‌ها احتمالاً توسط دفتری در یکی از ساختمان‌های دولتی بولسونارو، به رهبری پسرش کارلوس، که به «دفتر نفرت» شناخته می‌شود، کنترل می‌شوند. این دفتر مظنون به ایجاد بیش از هزار حساب جعلی برای حمایت از دولت بولسونارو است.
حساب‌های ترول همچنین با انتشار اطلاعات نادرست مرتبط با همه‌گیری کووید-۱۹ در برزیل مرتبط بوده‌اند، زیرا دولت بولسونارو به‌خاطر اتخاذ موضعی انکارگرایانه و ضعیف در قبال این همه‌گیری شناخته شده است.

### چین
«ارتش ۵۰ سنتی» شامل بوروکرات‌های چینی است که از حزب کمونیست چین (CCP) حمایت مالی می‌کنند، یا در بحث‌های آنلاین تلاش می‌کنند موضوع را تغییر دهند.

### هند
حزب حاکم هند، حزب بهاراتیا جاناتا (بی‌جی‌پی)، تعداد زیادی حامی آنلاین دارد که از برنامه‌های این حزب حمایت کرده و به رقبای سیاسی حمله می‌کنند. روش‌های آن‌ها توسط روزنامه‌نگار تحقیقی، سواتی چاتورودی، ثبت شده است که در کتاب خود با عنوان «من یک ترول هستم: درون دنیای مخفی ارتش دیجیتال بی‌جی‌پی» آن‌ها را به‌عنوان یک «ارتش دیجیتال» توصیف کرده است.

### ایران
شرکت متا (مالک فیسبوک و اینستاگرام) در سال‌های اخیر چندین شبکهٔ مرتبط با ایران را به دلیل «رفتار غیراصیل هماهنگ» حذف کرده است. این شبکه‌ها با استفاده از حساب‌های جعلی و هویت‌های ساختگی، تلاش می‌کردند تا بر افکار عمومی در کشورهای مختلف تأثیر بگذارند.
در ژانویهٔ ۲۰۱۹، متا اعلام کرد که ۷۸۳ صفحه، گروه و حساب کاربری را که با ایران مرتبط بودند، حذف کرده است. این حساب‌ها با استفاده از هویت‌های جعلی، محتواهایی دربارهٔ موضوعاتی مانند روابط اسرائیل و فلسطین، درگیری‌های سوریه و یمن، و نقش ایالات متحده، عربستان سعودی و روسیه منتشر می‌کردند. برخی از این محتواها از رسانه‌های دولتی ایران برداشت شده بودند. 
در مارس ۲۰۱۹، متا ۲٬۶۳۲ صفحه، گروه و حساب کاربری را که با ایران، روسیه، مقدونیه و کوزوو مرتبط بودند، حذف کرد. از این میان، ۵۱۳ صفحه، گروه و حساب کاربری به ایران مرتبط بودند و در مناطقی مانند مصر، هند، اندونزی، اسرائیل، ایتالیا، قزاقستان و به‌طور گسترده در خاورمیانه و شمال آفریقا فعالیت می‌کردند. این حساب‌ها با استفاده از هویت‌های جعلی، محتواهایی دربارهٔ موضوعاتی مانند تحریم‌های ایران، تنش‌های هند و پاکستان، درگیری‌های سوریه و یمن، تروریسم، تنش‌های اسرائیل و فلسطین، مسائل مذهبی اسلامی، سیاست‌های هند و بحران ونزوئلا منتشر می‌کردند. 
در اکتبر ۲۰۱۹، متا چهار شبکهٔ جداگانه از حساب‌ها، صفحات و گروه‌ها را به دلیل رفتار غیراصیل هماهنگ حذف کرد. سه مورد از این شبکه‌ها از ایران منشأ گرفته بودند و بر مناطقی مانند ایالات متحده، شمال آفریقا و آمریکای لاتین تمرکز داشتند. این عملیات‌ها با ایجاد شبکه‌هایی از حساب‌ها، دیگران را دربارهٔ هویت و فعالیت‌های خود گمراه می‌کردند. 
در فوریهٔ ۲۰۲۰، متا سه شبکهٔ جداگانه از حساب‌ها، صفحات و گروه‌ها را به دلیل رفتار غیراصیل هماهنگ حذف کرد. یکی از این شبکه‌ها از ایران منشأ گرفته بود و بر ایالات متحده تمرکز داشت. این حساب‌ها با استفاده از هویت‌های جعلی، محتواهایی دربارهٔ موضوعاتی مانند سیاست‌های عمومی در ایالات متحده، حمایت از فلسطین و درگیری در یمن منتشر می‌کردند. 

### مالزی
در سال ۲۰۲۲، متا پلتفرمز اعلام کرد که صدها حساب فیس‌بوک و اینستاگرام را که مستقیماً با پلیس سلطنتی مالزی (RMP) مرتبط بودند، حذف کرده است، زیرا این حساب‌ها به‌عنوان بخشی از یک مزرعه ترول برای انتشار تبلیغات و دستکاری گفتمان عمومی درباره پلیس مالزی و دولت استفاده می‌شدند. متا افزود که چنین اقداماتی برخلاف سیاست آن‌ها در مورد «رفتار غیراصیل هماهنگ‌شده» است.

### نیکاراگوئه
در نوامبر ۲۰۲۱، فیس‌بوک اعلام کرد که حساب‌ها، گروه‌ها و صفحاتی در فیس‌بوک و اینستاگرام را که با یک مزرعه ترول مرتبط با جبهه آزادی‌بخش ملی ساندینیستا، حزب حاکم در نیکاراگوئه، فعالیت می‌کردند، مسدود کرده است.

### فیلیپین
فیلیپین به‌عنوان «بیمار صفر در اپیدمی جهانی اطلاعات نادرست» توصیف شده است. مطالعات درباره مزرعه‌های ترول این کشور نشان داد که کمپین‌های سیاسی ماهانه ۱۰۰۰ تا ۲۰۰۰ دلار به ترول‌ها پرداخت می‌کنند تا حساب‌های جعلی متعدد در رسانه‌های اجتماعی تبلیغات سیاسی منتشر کنند و منتقدان را مورد حمله قرار دهند. بر اساس یک مطالعه، کمپین سیاسی رئیس‌جمهور رودریگو دوترته ۲۰۰,۰۰۰ دلار برای استخدام ترول‌های آنلاین هزینه کرده است. دوترته اعتراف کرد که برای کمپین سیاسی خود در سال ۲۰۱۶ ترول‌هایی استخدام کرده بود.
از آن زمان، رفتارهای ترولینگ در حمایت از دوترته ردیابی شده است.

### روسیه
تیپ‌های وب روسیه، از جمله آژانس تحقیقات اینترنتی، در اواخر دهه ۲۰۱۰ به دلیل مداخله روسیه در انتخابات ایالات متحده ۲۰۱۶ شناخته شدند. آژانس تحقیقات اینترنتی ارتش‌های ترول را به‌کار گرفته تا تبلیغات را گسترش دهد، روندهای توییتر را هدایت کرده و ترس و بی‌اعتمادی را نسبت به نهادهای سیاسی و رسانه‌ای آمریکا ایجاد کند.

### ترکیه
حزب عدالت و توسعه، حزب حاکم ترکیه، دارای یک مزرعه ترول است که معمولاً به نام ترول‌های آک شناخته می‌شود.

### اوکراین
الیگارش‌ها و سیاستمداران اوکراینی به‌طور فعال از «کارخانه‌های ترول» برای اهداف تجاری و سیاسی خود استفاده می‌کنند. روزنامه‌نگاران رادیو آزادی اشاره کرده‌اند که خدمات ترول‌ها، از جمله، توسط الیگارش‌هایی مانند رینات آخمتوف و ایگور کولومویسکی به‌کار گرفته شده است. در پاییز ۲۰۱۹، دو تحقیق روزنامه‌نگاری گسترده درباره «کارخانه‌های ترول» در اوکراین منتشر شد.

## نهادهای غیردولتی

### فیس‌بوک
در سال ۲۰۲۰، در طول همه‌گیری کووید-۱۹، فیس‌بوک دریافت که مزرعه‌های ترول از مقدونیه شمالی و فیلیپین اطلاعات نادرست درباره ویروس کرونا را منتشر می‌کردند. ناشری که از محتوای این مزرعه‌ها استفاده می‌کرد، مسدود شد.
در آستانه انتخابات ایالات متحده ۲۰۲۰، مزرعه‌های ترول اروپای شرقی صفحات محبوبی در فیس‌بوک اداره می‌کردند که محتوای مرتبط با مسیحیان و سیاه‌پوستان در آمریکا را نمایش می‌دادند. تعداد این صفحات در مجموع بیش از ۱۵۰۰۰ صفحه بود و ماهانه توسط ۱۴۰ میلیون کاربر آمریکایی مشاهده می‌شدند. این موضوع تا حدی به دلیل نحوه عملکرد الگوریتم و سیاست‌های فیس‌بوک بود که به محتوای ویروسی غیراصیل اجازه می‌داد کپی و منتشر شود و همچنان تعامل کاربران را افزایش دهد. با وجود تلاش‌های این شرکت برای حذف چنین محتوایی، تا سپتامبر ۲۰۲۱ برخی از محبوب‌ترین صفحات همچنان در فیس‌بوک فعال بودند.

### آزار جسیکا آرو
روزنامه‌نگار تحقیقی فنلاندی، جسیکا آرو، با کارگران یک «کارخانه ترول» در سنت پترزبورگ مصاحبه کرد. آرو پس از انتشار گزارش خود مورد آزار آنلاین قرار گرفت. دادگاهی در هلسینکی سه نفر را که آرو را آزار داده بودند، به اتهام افترا و سهل‌انگاری مجرم شناخت. آرو اظهار کرده است که ترول‌های آنلاین می‌توانند تأثیر منفی بر آزادی بیان و دموکراسی داشته باشند.

### سازمان مجاهدین خلق ایران
در فوریه ۲۰۲۰، نیویورک تایمز با ۱۰ عضو پیشین سازمان مجاهدین خلق ایران مصاحبه کرد. آن‌ها گفتند که اردوگاه این سازمان در آلبانی یک مزرعه ترول دارد که دیدگاه‌های هواداران سازمان از جمله رودی جولیانی و جان بولتون را ترویج می‌کند و به دولت ایران حمله می‌نماید. سازمان مجاهدین ادعا کرد که این اعضای پیشین، جاسوسان دولت ایران هستند.
در گزارش «رفتار غیراصیل هماهنگ» که در مارس ۲۰۲۱ منتشر شد، فیسبوک اعلام کرد که صدها حساب کاربری، صفحه و گروه را در پلتفرم‌های فیسبوک و اینستاگرام حذف کرده است. این حساب‌ها متعلق به یک مزرعه ترول در آلبانی بودند که توسط سازمان مجاهدین خلق اداره می‌شد.
در پی این گزارش، شورای ملی مقاومت ایران این ادعاها را رد کرده است. این شورا با انتشار بیانیه‌ای اعلام کرد هیچ حساب وابسته به این شورا یا متعلق به سازمان مجاهدین خلق ایران حذف نشده است. این شورا همچنین ادعای وجود «مزرعه ترول» وابسته به خود را تکذیب کرد.

### اطلاعات نادرست حامیان ترامپ
در شهر ولس در مقدونیه شمالی، افراد محلی حداقل ۱۴۰ وب‌سایت سیاسی مرتبط با ایالات متحده را راه‌اندازی کردند که از دونالد ترامپ حمایت می‌کردند.

### ترنینگ پوینت
در طول انتخابات ریاست‌جمهوری ایالات متحده ۲۰۲۰ و همه‌گیری کووید-۱۹، ترنینگ پوینت یواس‌ای و وابسته آن، ترنینگ پوینت اکشن، به‌عنوان مزرعه‌های ترول توصیف شدند، زیرا به محافظه‌کاران جوان در فینیکس، آریزونا، که برخی از آن‌ها خردسال و با حمایت والدین بودند، پول پرداخت می‌کردند تا اطلاعات نادرست درباره یکپارچگی فرآیند انتخابات و تهدید کووید-۱۹ منتشر کنند. این پرداخت‌ها شامل پاداش‌هایی برای پست‌هایی بود که تعامل بیشتری ایجاد می‌کردند. آن‌ها از حساب‌های رسانه‌های اجتماعی خود یا حساب‌های جعلی بدون افشای ارتباطشان با ترنینگ پوینت استفاده می‌کردند و توسط ترنینگ پوینت دستور داشتند پیام‌ها را کمی تغییر دهند و آن‌ها را به تعداد محدودی بازنشر کنند تا از شناسایی خودکار جلوگیری شود.